# Helena (Montana)
Helena é a capital do estado norte-americano de Montana e sede do condado de Lewis and Clark. Foi fundada em 1864.

## Geografia
De acordo com o United States Census Bureau, a cidade tem uma área de 43,7 km², dos quais 43,6 km² estão cobertos por terra e 0,1 km² por água.

## Demografia
Segundo o censo nacional de 2010, a sua população é de 28 190 habitantes e sua densidade populacional é de 665,7 hab/km². É a sexta cidade mais populosa de Montana. Possui 13 457 residências que resulta em uma densidade de 317,8 residências/km². A área metropolitana em torno da cidade possui quase 75 mil habitantes.

## Marcos históricos
A relação a seguir lista as 63 entradas do Registro Nacional de Lugares Históricos em Helena. Os primeiros marcos foram designados em 28 de abril de 1970 e o mais recente em 29 de março de 2019.
- Algeria Shrine Temple
- Appleton House No. 13
- Appleton House No. 9
- Benton Avenue Cemetery
- Cathedral of Saint Helena
- Charles A. Broadwater House
- Childs Carriage House
- Christmas Gift Evans House
- Crump-Howard House
- D. H. Cuthbert House
- Donovan-Mayer House
- Dorsey Grocery and Residence
- Eagle's Site
- Edifício do Capitólio Estadual de Montana
- Forestvale Cemetery
- Former Montana Executive Mansion
- Fort Harrison Veterans' Hospital Historic District
- Francis and Hannah Pope House
- Gehring Ranch
- Gilpatrick-Root House
- Hauser Mansion
- Helena Historic District
- Helena Railroad Depot Historic District
- Helena South-Central Historic District
- Helena West Main Street Historic District
- Herman Kemna House
- Home of Peace
- House of the Good Shepherd Historic District
- Huseby, John H,. House
- Joe and Carrie Hilger Ranch
- John T. Murphy House
- Joshua and Martha Armitage House
- Kluge House
- Lewis and Clark County Hospital Historic District
- Lyman-Neel Residence
- MacDonald Pass Airway Beacon
- Mann Gulch Wildfire Historic District
- Montana Aeronautics Commission Operations Historic District
- Montana State Arsenal, Armory and Drill Hall
- Montana State Capitol Campus Historic District
- Montana State Fairgrounds Racetrack
- Montana Veterans and Pioneers Memorial Building
- Morris Silverman House
- Mount Helena Historic District
- Olsen House
- Porter Flats Apartments
- Robert and Elizabeth Fisk House
- Silver Creek School
- Spalding-Gunn House
- Stedman Foundry and Machine Company
- Summit Lodge
- T. H. Kleinschmidt House
- The Grant-Marshall Lime Kiln Historic District
- Thomas P. Regan Cabin
- Temple Emanu-El
- Unemployment Compensation Commission Building
- Wassweiler Hotel and Bath Houses
- Western Clay Manufacturing Company
- Western Life Insurance Company Helena Branch Office
- Wick-Seiler House
- William C. Crum House
- Williams Street Bridge
- Young Women's Christian Association (Independent)